# Dinocrocuta
Дінокрокута (лат. Dinocrocuta) — рід хижих ссавців із вимерлого гієноподібного сімейства перкрокутид.

## Опис
Назва Dinocrocuta перекладається як «жахлива гієна», де «Dino» означає «жахлива», а «crocuta» — є відсиланням до роду Crocuta, до якого відносяться сучасні гієни. Ця назва народилася через поверхневу подібність у фізичній формі між сучасними гієнами й Dinocrocuta. Однак більш ретельне вивчення роду помістило його всередині групи перкрокутід, які відділені від гієн і ближче до котячих і хибних шаблезубих кішок. Подібність між дінокрокутою і сучасною гієною — приклад конвергентної еволюції, коли тварини пристосовувалися до аналогічних умовам виживання, щоб зайняти подібну екологічну нішу.
Що відразу ж відрізняє Dinocrocuta, це її величезний череп з високонадійною конструкцією і великими зубами. Точки кріплення м'язів, що закривають щелепи, добре розвинені, показуючи, що вони були здатні генерувати зусилля здатне трощити кістки. Зуби тварини також мають конічну форму, на відміну від типової лезової будови, що давало зубам велику стійкість при попаданні на них твердих предметів, таких як кістки. Вважається, що дінокрокута займала екологічну нішу, аналогічну сучасним гієнам. Дотепер все ще популярна омана про те, що сучасні гієни облігатні падальщики, хоча воно і не так, виходячи з документально підтверджених свідчень, що гієни здатні вбивати свій власний видобуток. Отже, було б розумно припустити, що дінокрокута також була здатна полювати. Існує навіть скам'янілий череп доісторичного носорога хілотерія з мітками зубів, які точно відповідають зубному зразку дінокрокути. Представники роду важили приблизно до 400 кг

## Види
- Дінокрокута гігантська (Dinocrocuta gigantea)
- Дінокрокута крупнозуба (Dinocrocuta macrodonta)